# Еводій
Еводій, (дав.-гр. Εὔοδος, Εὐόδιος; ? — коло 66) — наступний після апостола Петра очільник Антиохійської церкви (53 р. -66 р.), християнський святий.
Згаданий у Посланні ап. Павла до Филип'ян 4:2 (Εὐοδίαν παρακαλῶ καὶ Συντύχην παρακαλῶ τὸ αὐτὸ φρονεῖν ἐν κυρίῳ). Вважається одним із семидесяти апостолів. Про нього також пише його наступник св. Ігнатій Антиохійський. Вважається одним із перших язичників Антіохії, які прийняли християнство. Загинув мученицькою смертю в часи правління імператора Нерона. Вшановується Православною, Католицькою, Асирійською та Давньо-Східною церквами. Збереглись деякі твори Еводія, в одному з них він стверджує, що Діва Марія народила Ісуса у віці п'ятнадцяти років.